# Pontificio consiglio della pastorale per i migranti e gli itineranti
Il Pontificio consiglio della pastorale per i migranti e gli itineranti (in latino Pontificium consilium de spirituali migrantium atque itinerantium cura) è stato un dicastero della Curia romana, istituito da papa Paolo VI nel 1970.

## Storia
Con il motu proprio Apostolicae caritatis, del 19 marzo 1970, papa Paolo VI istituì la Pontificia commissio de spirituali migratorum atque itinerantium cura ("Pontificia commissione per la cura spirituale dei migranti e degli itineranti"), alle dipendenze della Congregazione per i vescovi, con il compito di provvedere allo studio e all'applicazione della pastorale per "la gente in movimento": migranti, esuli, rifugiati, profughi, pescatori e marittimi, aeronaviganti, addetti ai trasporti stradali, nomadi, circensi, lunaparchisti, pellegrini e turisti. Ed anche per tutti quei gruppi di persone che, a diverso titolo, sono coinvolte nel fenomeno della mobilità umana, come gli studenti all'estero, gli operatori e i tecnici i quali, per grandi lavori o ricerche scientifiche a livello internazionale, debbono trasferirsi da un paese all'altro.
Fino a questo momento, le competenze riguardanti la gente in movimento erano affidate a più uffici della Curia romana. Già nel XIX secolo Propaganda Fide era incaricata di queste problematiche. La forte emigrazione europea verso altri continenti spinse la Santa Sede ad interessarsi più direttamente del fenomeno migratorio. Il 5 agosto 1912 Pio X istituì l'«Ufficio speciale per l'emigrazione» annesso alla Congregazione Concistoriale. Il successore Benedetto XV creò nel 1920 l'«Ufficio del prelato per l'emigrazione italiana».
Dopo la seconda guerra mondiale, Pio XII intervenne a più riprese sollecitato dalle migrazioni di massa postbelliche: nel 1946 istituì presso la Segreteria di Stato della Santa Sede l'«Ufficio migrazione», e soprattutto il 1º agosto 1952 pubblicò la costituzione apostolica Exsul familia, il primo documento ecclesiale che trattò in modo globale e organico la cura pastorale dei migranti. Nel 1952 e nel 1958 Pio XII affidò alla Congregazione Concistoriale, stabilendone la normativa, l'«Opera dell'Apostolato del mare» e l'«Opera dell'Apostolato dei cieli o dell'aria».
Anche il concilio Vaticano II affrontò il tema dei migranti e degli itineranti nel decreto Christus Dominus, dove invitava tutti i Vescovi ad avere «un particolare interessamento per quei fedeli che, a motivo della loro condizione di vita, non possono godere a sufficienza della comune ordinaria cura pastorale dei parroci o ne sono privi del tutto; come sono moltissimi gli emigrati, gli esuli, i profughi, i marittimi, gli addetti a trasporti aerei, i nomadi, e altre simili categorie di uomini».
Paolo VI nel 1965 creò il «Segretariato internazionale per la direzione dell'Opera dell'Apostolato dei nomadi» affidato anch'esso alla Congregazione Concistoriale. Nel 1970 infine istituì la "Pontificia commissione per la cura spirituale dei migranti e degli itineranti" che assorbì tutte le competenze dei suddetti uffici.
Giovanni Paolo II, con la costituzione apostolica Pastor Bonus del 28 giugno 1988, trasformò la pontificia commissione nel «pontificio consiglio della pastorale per i migranti e gli itineranti».
Con il motu proprio Humanam progressionem del 17 agosto 2016 papa Francesco ne ha disposto la soppressione a partire dal 1º gennaio 2017. Le sue funzioni sono ora esercitate dal nuovo Dicastero per il servizio dello sviluppo umano integrale.

## Competenze e struttura
Secondo la Pastor Bonus il Pontificio consiglio della pastorale per i migranti e gli itineranti aveva lo scopo principale di «rivolgere la sollecitudine pastorale della Chiesa alle particolari necessità di coloro che sono stati costretti ad abbandonare la propria patria o non ne hanno affatto» e «parimenti, di procurare di seguire con la dovuta attenzione le questioni attinenti a questa materia.»
La stessa costituzione apostolica così esplicitava i compiti di questo pontificio consiglio:
§ 1. Il Consiglio s'impegna perché nelle Chiese locali sia offerta un'efficace ed appropriata assistenza spirituale, se necessario anche mediante opportune strutture pastorali, sia ai profughi ed agli esuli, sia ai migranti, ai nomadi e alla gente del circo.
§ 2. Favorisce parimenti presso le medesime Chiese la cura pastorale in favore dei marittimi sia in navigazione che nei porti, specialmente per mezzo dell'Opera dell'Apostolato del Mare, della quale esercita l'alta direzione.
§ 3. Svolge la medesima sollecitudine verso coloro che hanno un impiego o prestano il loro lavoro negli aeroporti o negli aerei.
§ 4. Si sforza affinché il popolo cristiano, soprattutto in occasione della celebrazione della Giornata mondiale per i migranti e i profughi, acquisti coscienza delle loro necessità e manifesti efficacemente la sua solidarietà nei loro confronti.
Articolo 151: Si impegna affinché i viaggi intrapresi per motivi di pietà o di studio o di svago favoriscano la formazione morale e religiosa dei fedeli, ed assiste le Chiese locali perché tutti coloro che si trovano fuori del proprio domicilio possano usufruire di un'assistenza pastorale adeguata.»
(Pastor Bonus, art. 150-151.)
La direzione del Pontificio consiglio era affidata ad un presidente, coadiuvato da un segretario e da un sottosegretario, tutti di nomina pontificia e della durata di cinque anni. Il Pontificio consiglio era costituito da circa una quarantina di persone, comprensive di membri a titolo effettivo e di consultori.
I settori verso cui si rivolgeva il Pontificio consiglio erano svariati e riguardavano:
- i migranti
- i rifugiati e gli sfollati
- gli studenti internazionali
- il turismo, i pellegrinaggi e i santuari
- l'apostolato del mare
- l'aviazione civile
- nomadi, Rom e Sinti
- circensi e fieranti
- la strada come luogo di vita.

## Cronotassi

### Presidenti
Fino al 1988 furono presidenti della Pontificia commissione i prefetti della Congregazione per i vescovi.
- Arcivescovo Emanuele Clarizio † (19 marzo 1970 - 18 settembre 1986 ritirato) (pro-presidente)
- Arcivescovo Giovanni Cheli † (18 settembre 1986 - 1º marzo 1989 nominato presidente del medesimo dicastero) (pro-presidente)

- Cardinale Giovanni Cheli † (1º marzo 1989 - 15 giugno 1998 ritirato)
- Cardinale Stephen Fumio Hamao † (15 giugno 1998 - 11 marzo 2006 ritirato)
- Cardinale Renato Raffaele Martino † (11 marzo 2006 - 28 febbraio 2009 ritirato)
- Cardinale Antonio Maria Vegliò (28 febbraio 2009 - 1º gennaio 2017 cessato)

### Segretari
- Presbitero Giulivo Tessarolo, C.S. (1963 - 1969 dimesso)
- Monsignore József Zágon (1970 - 1975 dimesso)
- Presbitero Silvano Maria Tomasi, C.S. (27 giugno 1989 - 27 giugno 1996 nominato nunzio apostolico in Etiopia e in Eritrea)
- Arcivescovo Francesco Gioia, O.F.M.Cap. (8 luglio 1996 - 25 luglio 2001 nominato amministratore pontificio della Basilica di San Paolo fuori le mura, delegato pontificio per la basilica di Sant'Antonio in Padova e presidente della Peregrinatio ad Petri Sedem)
- Arcivescovo Agostino Marchetto (6 novembre 2001 - 25 agosto 2010 dimesso)
- Vescovo Joseph Kalathiparambil (22 febbraio 2011 - 31 ottobre 2016 nominato arcivescovo di Verapoly)

### Sottosegretari
- Monsignore Pietro Fantò (1971 - 1986 dimesso)
- Presbitero Peter Paul Prabhu (1987 - 13 novembre 1993 nominato nunzio apostolico in Zimbabwe)
- Presbitero Giuseppe De Andrea (12 febbraio 1994 - 2 dicembre 1999 nominato incaricato d'affari in Kuwait, Yemen e nella Penisola Arabica)
- Presbitero Michael August Blume, S.V.D. (6 aprile 2000 - 24 agosto 2005 nominato nunzio apostolico in Benin e Togo)
- Monsignore Novatus Rugambwa (28 giugno 2007 - 6 febbraio 2010 nominato nunzio apostolico a São Tomé e Príncipe)
- Presbitero Gabriele Ferdinando Bentoglio, C.S. (6 maggio 2010 - 1º gennaio 2017 cessato)

## Principali documenti della Chiesa cattolica
- Papa Leone XIII, Lettera apostolica Quam aerumnosa[12], 10 dicembre 1888 - Il pontefice invita i vescovi americani ad accogliere i migranti italiani
- Segreteria di Stato, Circolare È noto come l'emigrazione temporanea[13], 19 giugno 1900 - I vescovi italiani sono invitati ad interessarsi dei migranti stagionali
- Papa Pio X, Motu proprio Cum omnes catholicos, 15 agosto 1912 - Istituzione dell'«Ufficio speciale per l'emigrazione»
- Papa Pio XII, Costituzione apostolica Exsul familia, 1º agosto 1952 - Normativa sulla cura pastorale dei migranti
- Congregazione per il clero, Decreto Peregrinans in terra[14], 30 aprile 1969 - Direttorio generale per la pastorale del turismo
- Papa Paolo VI, Motu proprio Pastoralis migratorum cura[15], 15 agosto 1969 - Approvazione dell'istruzione seguente
- Congregazione per i vescovi, Istruzione De Pastorali migratorum cura (o Nemo est)[16], 22 agosto 1969 - Revisione e aggiornamento della normativa sulla cura pastorale dei migranti
- Papa Paolo VI, Motu proprio Apostolicae caritatis, 19 marzo 1970 - Istituzione della Pontificia commissione per la cura spirituale dei migranti e degli itineranti
- Pontificia commissione per la cura spirituale dei migranti e degli itineranti, Decreto Apostolatus maris[17], 24 settembre 1977 - Direttorio generale per la pastorale dei marittimi e dei naviganti
- Pontificia commissione per la cura spirituale dei migranti e degli itineranti, Lettera circolare Chiesa e mobilità umana[18], 26 maggio 1978 - Circolare alle conferenze episcopali sui principi ispiratori della pastorale della mobilità nelle sue diversificazioni
- Pontificia commissione per la cura spirituale dei migranti e degli itineranti, Lettera circolare Per una pastorale dei rifugiati[19], 14 febbraio 1983
- Pontificio consiglio della pastorale per i migranti e gli itineranti, Direttive per la pastorale cattolica dell'aviazione civile[20], 1995
- Giovanni Paolo II, Motu proprio Stella maris[21], 31 gennaio 1997 - Aggiornamento delle direttive per la pastorale dei marittimi
- Pontificio consiglio della pastorale per i migranti e gli itineranti, Istruzione Erga migrantes caritas Christi[22], 3 maggio 2004 - Istruzioni e normativa sulla pastorale dei migranti
- Pontificio consiglio della pastorale per i migranti e gli itineranti, Orientamenti per una pastorale degli Zingari[23], 8 dicembre 2005
- Pontificio consiglio della pastorale per i migranti e gli itineranti, Orientamenti per la pastorale della strada[24], 24 maggio 2007[25]
- Messaggi dei Papi per le Giornate mondiali delle migrazioni (Paolo VI, Giovanni Paolo II, Benedetto XVI, Francesco)